# Gymnocalycium striglianum
Gymnocalycium striglianum är en kaktusväxtart som beskrevs av Jeggle och H. Till. Gymnocalycium striglianum ingår i släktet Gymnocalycium och familjen kaktusväxter. Inga underarter finns listade i Catalogue of Life.